# Abordage de la flottille pour Gaza
Pour les articles homonymes, voir Flottille de la liberté.

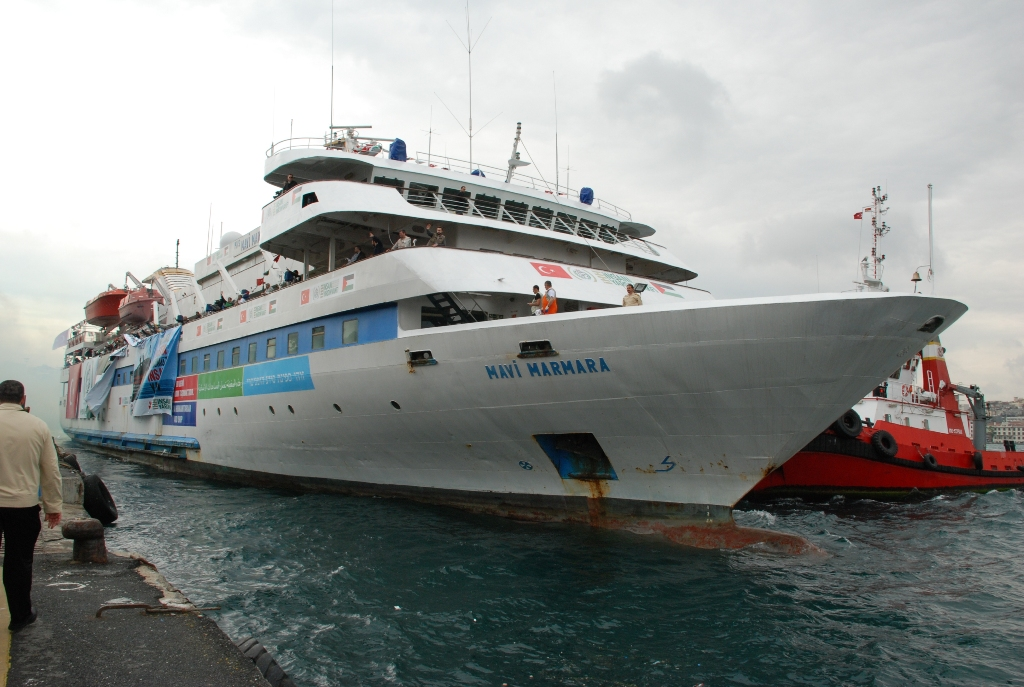
Le Mavi Marmara quitte le port d’Antalya le 22 mai 2010.

L’abordage de la flottille pour Gaza est une opération de l'armée israélienne du 31 mai 2010 dirigée, en haute mer, contre une flottille de bateaux de militants pro-palestiniens qui tentaient de briser le blocus de la bande de Gaza. La « flottille de la liberté » ou « flottille Free Gaza » comprenait huit cargos transportant près de 700 passagers, de l’aide humanitaire et des matériaux de construction destinés à la population de la bande de Gaza.
L'intervention militaire a fait neuf morts et vingt-huit blessés parmi les militants, et dix blessés parmi les militaires israéliens. La suite d'événements ayant conduit à ces morts a fait l'objet d'une bataille de communication. Les autorités israéliennes ont notamment diffusé une vidéo qui montre des passagers attaquer et blesser avec des armes les soldats au moment de l'arraisonnement, à laquelle les militants parlent d'une réaction à l'armée israélienne, sans provocation de leur part.
Cette action a été largement condamnée par la communauté internationale et a placé Israël dans une situation délicate. Divers avis juridiques sur l’abordage du Mavi Marmara ont été donnés, certains dont Serge Sur estimant qu’il est « indiscutablement contraire au droit international », d’autres, comme le pro-israélien Alan Dershowitz, estiment qu’il est tout à fait légal. Le 2 septembre 2011, l'ONU rend public le rapport de sa commission d'enquête (rapport Palmer) présentant les responsabilités des différentes parties : d'une part le blocus maritime est estimé légal, Israël étant donc justifié à intercepter la flottille ainsi qu'à faire usage de la force « à des fins de légitime défense » dès lors que les militaires « ont été accueillis par une résistance organisée et violente d'un groupe de passagers » ; d'autre part, la procédure israélienne d'arraisonnement du navire est estimée « excessive et déraisonnable », et le nombre de victimes est considéré « inacceptable »,. La Turquie, qui estime toujours le blocus comme illégal, a décidé de porter l'affaire devant la Cour internationale de justice. Les Comores portent plainte auprès de la Cour pénale internationale en mai 2013. Cette plainte est initialement rejetée par la procureure générale Fatou Bensouda, qui estime que les crimes ne sont pas « suffisamment graves pour que la Cour y donne suite ». Elle est contredite par la chambre préliminaire de la CPI, et le devenir de la plainte est suspendu en juillet 2014 puis définitivement rejetée en 2019.

## Composition de la flottille

### Navires
Le convoi compte huit navires, immatriculés dans différents États et appartiennent à différents organisateurs. Six seront arraisonnés le 31 mai, le septième, retardé à la suite d'avaries, sera arraisonné le 5 juin, et le huitième abandonnera le voyage.

#### Navires arraisonnés le31 mai

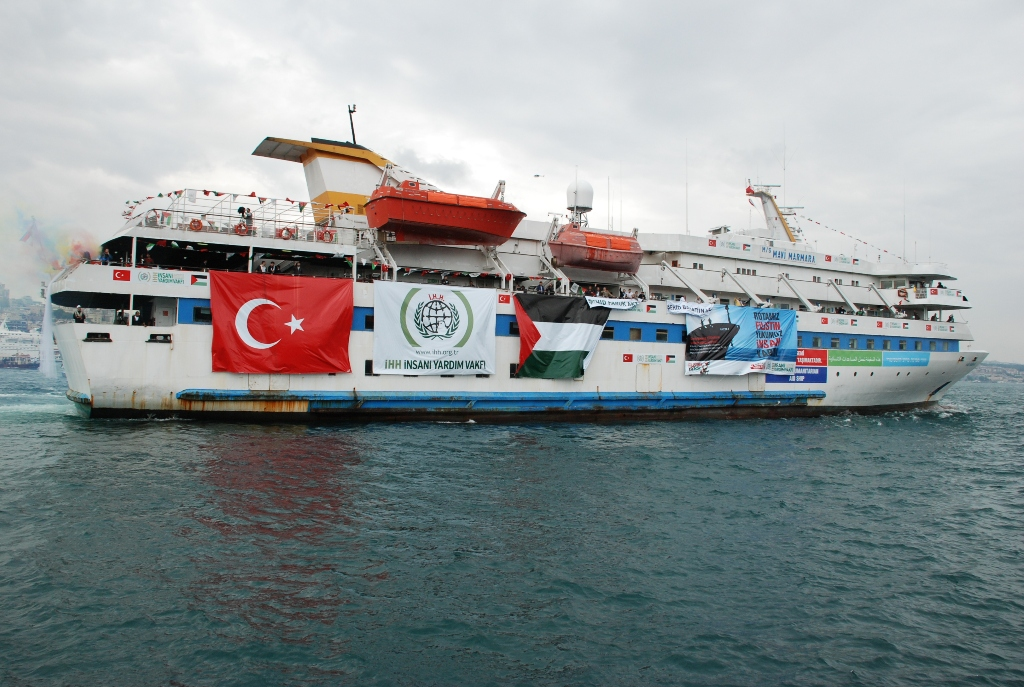
Le Mavi Marmara.

- Challenger I[11] (Battant un pavillon des États-Unis, le Challenger I est exploité par le mouvement Free Gaza.)
- Sfendoni[12] (la « fronde, lance-pierre », un navire à passagers exploités par l'association grecque Un bateau pour Gaza et la Campagne européenne pour mettre fin au siège de Gaza. Il quitte Le Pirée le 25 mai 2010 pour rejoindre le reste de la flotte à Chypre.)
- Eleftheri Mesogeios[12] (La Mésogée Eleftheria (« méditerranéenne de libre ») est un cargo battant un pavillon grec effectuant le même itinéraire que le Sfendoni.)
- MV Mavi Marmara[13] (Le Mavi Marmara (« Marmara bleue ») est un navire à passagers turc sous un pavillon des Comores, anciennement exploité par la Istanbul Fast Ferries Co. Inc dans la mer de Marmara. Il a été spécialement acheté pour le voyage à Gaza par la Fondation pour les droits de l'homme et la liberté et d'assistance (IHH). Il quitte l'Anatolie, le 22 mai 2010 pour rejoindre le reste de la flotte. Il porte a son bord 581 passagers, dont la grande majorité des ressortissants turcs.
- Gazze[14]. La Gazza (Gaza) est un navire exploité par l'IHH. Il est chargé de 2 104 tonnes de ciment, 600 tonnes d'acier pour la construction et 50 tonnes de tuiles. Il possède treize membres d'équipage turcs à bord et cinq passagers sont à bord.
- Defne Y[14]. Le Defne Y (« laurier Y ») est un cargo battant un pavillon de Kiribati exploité par l'IHH. Il transporte 150 tonnes de fer, 98 groupes électrogènes, 50 maisons préfabriquées, 16 unités de terrains de jeux d'enfants et d'équipements médicaux spécialisés, ainsi que 23 membres d'équipage et sept passagers. Il part d'Anatolie, le 22 mai.

#### Navire arraisonné le5 juin
- MV Rachel Corrie[15]. Affrété par l'organisation irlandaise, sous pavillon cambodgien, ce navire tire son nom de Rachel Corrie, militante pacifiste américaine écrasée par un bulldozer israélien au cours d'une manifestation à Gaza en 2003. Le bateau n'arrive pas à temps pour rejoindre la flotte, à cause de problèmes mécaniques qui l'ont forcé à faire des réparations à Malte. Il est en route, le 31 mai 2010, lorsque le reste de la flottille est interceptée. Les 11 membres d'équipage décident de poursuivre le voyage vers la bande de Gaza, en dépit des avertissements en provenance d'Israël. Le bateau est un ancien cargo exploité par Free Gaza. Le 5 juin 2010 en fin de matinée, l'armée israélienne prend le contrôle du cargo irlandais et le déroute, sans faire de victime, vers le port d'Ashdod.

#### Autre navire
- Challenger II[11]. À la suite d'avaries mécaniques, ce navire abandonne le trajet.

### Cargaison
Quatre des sept navires de la flottille sont chargés de 2 000 tonnes de matériaux de construction (outils, gravats, toilettes, éviers, ciment…) destinés à la population de la bande de Gaza, ainsi que de matériel d'aide humanitaire. Sur les 26 camions ayant transporté cette aide au 7 juin, on trouvait : 300 fauteuils roulants, 300 scooters, 100 scooters spéciaux pour handicapés, des centaines de béquilles, 250 lits d’hôpital, 50 canapés, quatre tonnes de médicaments, 20 tonnes de vêtements, tapis, sacs d’école, tissus et chaussures usagés, des équipements hospitaliers divers — des placards et des armoires, des jouets, des matelas.
Entre le 30 mai et le 5 juin (après l'abordage), 484 camions ont ainsi transféré d'Israël à Gaza par voie terrestre 12 413 tonnes de denrées alimentaires, de produits hygiéniques, de médicaments, de vêtements et de matériaux. Selon Israël, le Hamas refuse dans un premier temps cette aide humanitaire, bloquant les camions à Kerem Shalom. Le ministre des Affaires sociales du gouvernement Hamas, Ahmad al-Kurd, a pour sa part affirmé à des journalistes que l'aide ne devrait entrer qu'à condition que « rien ne soit volé aux activistes et sans aucune exception ». « Cela inclut les maisons préfabriquées, le ciment, le fer, et les générateurs électriques », a-t-il souligné, en référence à des produits régulièrement bloqués par Israël.

### Passagers
Le convoi compte 682 passagers originaires de 42 pays : 380 Turcs, 38 Grecs, 32 Algériens, 31 Britanniques, 30 Jordaniens, 15 Koweïtiens, 12 Indonésiens, 11 Suédois, 11 Américains, 11 Allemands, 11 Malaisiens, 9 Français, 9 Australiens, 7 Irlandais, 7 Marocains, 6 Italiens, 5 Belges, 4 Arabes israéliens, 4 Syriens, 4 Tchèques, 4 Yéménites, 4 Bahreïniens, 3 Canadiens, 3 Libanais, 3 Égyptiens, 3 Macédoniens, 3 Norvégiens, 3 Mauritaniens, 3 Pakistanais, 2 Bulgares, 2 Néerlandais, 2 Azerbaïdjanais, 1 Serbe, 1 Kosovar, 1 Omanais, 1 Néo-Zélandais, 1 Sud-Africain et 1 Bosnien.

## Déroulement des événements

### Départ de la flottille
Le 27 mai, Israël invite la flottille à venir décharger sa cargaison à Ashdod avant inspection et transfert à Gaza, offre à laquelle les organisateurs de la flottille ne donnent pas suite, la qualifiant de « ridicule et d'offensante ».
Les huit navires de la flottille commencent leur voyage à partir de différents ports européens et tentent de se réunir le samedi 29 mai 2010 dans les eaux internationales près de Chypre. Sur les huit bateaux, seulement six parviennent au rendez-vous, deux d'entre eux ayant été immobilisés pour des raisons mécaniques « suspectes » d’après le mouvement organisateur. Selon le Colonel israélien Itzik Turgeman, cinq navires auraient été sabotés par des agents israéliens, dont le MV Rachel Corrie, affrété par la branche irlandaise de Free Gaza. Ce dernier sera arraisonné à son tour le 5 juin 2010. Ces autres bateaux ont évoqué en outre des « désaccords » avec les autorités chypriotes.
Le convoi appareille de Chypre le 30 mai 2010 en fin d’après-midi, sans tenir compte de la proposition israélienne d’accoster dans le port d’Ashdod afin qu’Israël transfère la cargaison, après vérification, par voie terrestre,,.
La médiatisation de la flottille, d’abord faible, prend de l'ampleur lorsqu’Israël indique que les autorités ne permettront pas à ce convoi de rejoindre Gaza, même si cela devait impliquer l’utilisation de la force militaire.

### Assaut du 31 mai
Les commandos israéliens du Shayetet 13 donnent l’assaut sur la flottille le 31 mai, à environ 4 heures 30 IST, alors qu’elle se trouve dans les eaux internationales, à environ 150 kilomètres des côtes israéliennes. Cette opération, appelée « Vents du ciel », fait neuf morts parmi les passagers du convoi humanitaire (dont huit ressortissants turcs et un Américain de 19 ans, d'origine turque).

### Arraisonnement duMavi Marmara

La route pour Gaza.

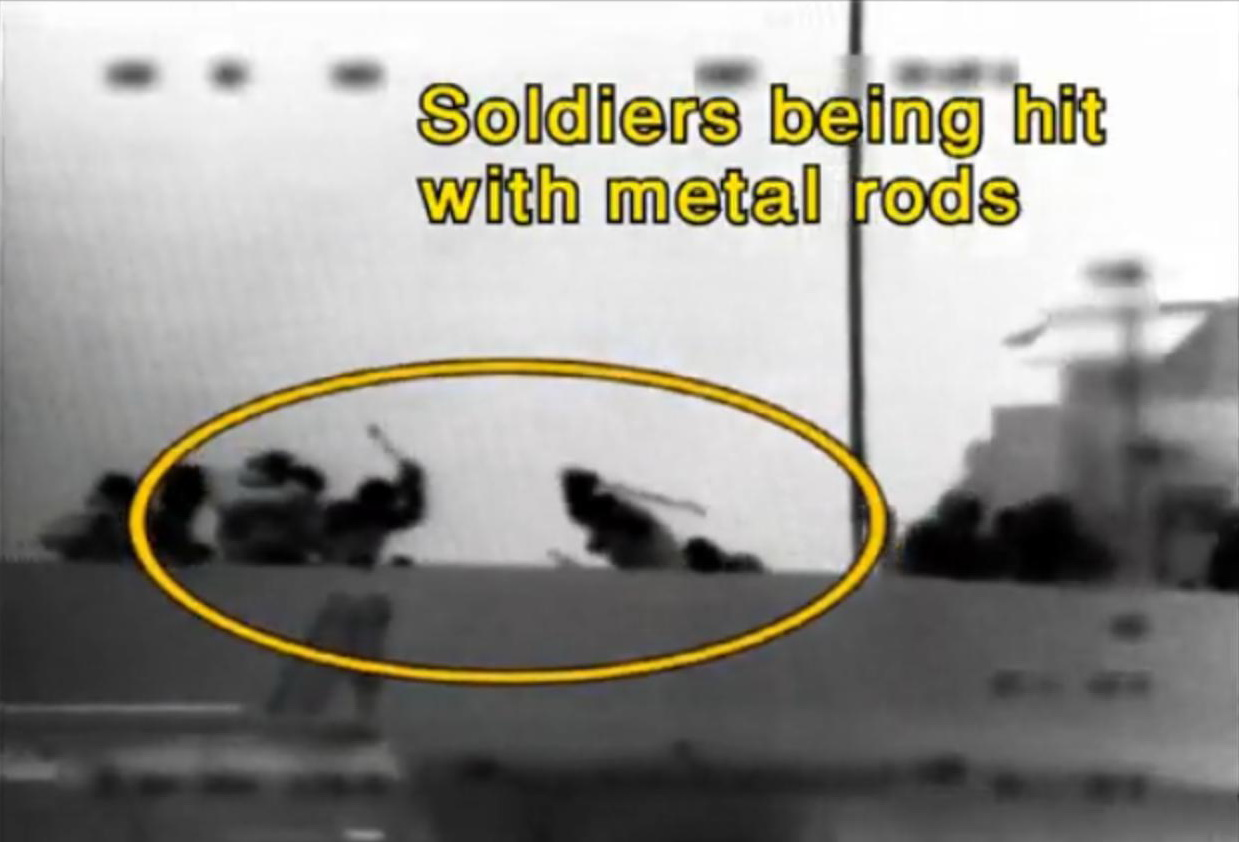
Photographie de l'armée israélienne montrant supposément des militants frappant des soldats avec des barres de fer

L’abordage de la flottille Free Gaza, « opération Vents du ciel » pour l'état-major israélien, se déroule le 31 mai 2010 dans les eaux internationales,, au large de la bande de Gaza. Au cours de l'assaut donné aux navires, des coups de feu sont tirés sur l’un des navires, le Mavi Marmara, faisant neuf morts et vingt-huit blessés parmi les militants et dix blessés parmi les militaires israéliens. Les versions divergent quant au déroulement des événements.

#### Version israélienne
Selon le gouvernement israélien, ce sont les passagers qui déclenchent les violences et ouvrent le feu avec des armes qu’ils possèdent à bord,.
Le ministère de la Défense israélien indique qu'une cinquantaine d’entre eux seraient liés à des groupes du Jihad islamique, principalement à Al-Qaïda : ils n’ont pas de papiers d’identité, portent sur eux d’importantes sommes d’argent, sont équipés de gilets pare-balles en kevlar et de lunettes de vision nocturne et armés de couteaux, de barres de fer et de frondes,,.
The Jerusalem Post suggère que le manque de renseignements serait la cause principale de l’issue tragique de l’opération.
Selon Yediot Aharonot, la décision d’aborder la flottille dans les eaux internationales est prise par le chef de la marine israélienne pour surprendre les militants pro-palestiniens avant le lever du jour, en dépit du risque qu’Israël puisse être accusé d’« acte de piraterie » : l’amiral Eliezer Marom aurait assisté lui-même à l’opération sur un bâtiment de guerre à proximité.
Le quotidien turc Hurriyet publie des photos de soldats israéliens battus par les passagers à bord du Mavy Marmara. Sur les photos, prises au moment où Tsahal prend le contrôle du navire, les soldats sont montrés en sang et d'autres sont soignés par l'équipage. Le porte-parole de Tsahal exprime sa satisfaction avec la décision de la presse turque de publier les photos : « C'est bien la preuve des allégations répétées d'Israël, que le bateau transportait des mercenaires, dont le seul but était de tuer les soldats. Les images auraient pu être différentes si les soldats n'avaient choisi de tirer. Grâce à leur profonde compréhension de l'événement, les commandos de la Marine ont réussi à établir une distinction entre un militant pacifique et un terroriste. »,,, Selon le journal, les soldats auraient au préalable détruit les clichés pour ne pas montrer leurs commandos d'élite dans des situations humiliantes. Le journal a réussi à se procurer les clichés en reconstituant les données numériques effacées,.

##### Témoignages de soldats israéliens
Dans une vidéo diffusée par l'armée israélienne, des soldats impliqués dans le raid sur la flottille de Gaza décrivent la situation à laquelle ils ont fait face comme un «lynchage». Un soldat qui a subi une fracture témoigne de plusieurs militants armés les attendant lors de l'arraisonnement : «Ils ont juste commencé à le frapper, à le mettre en pièces - c'était un lynchage». Les armes décrites sont des tiges métalliques, des couteaux, des lance-pierres et de bouteilles en verre et à un moment donné des tirs à balles réelles. Un autre soldat témoigne qu'ils étaient «lourdement armés de tiges métalliques et de couteaux - et je ne parle pas de couteaux à beurre, je veux dire de gros couteaux d'un film de Rambo». Selon le capitaine de l'unité, il y avait la crainte d'être tués, jetés par-dessus bord - comme cela s'est produit dans un cas - ou encore d'être kidnappés.

#### Version des membres de la flottille
Les passagers, de leur côté, affirment que les soldats ont ouvert le feu immédiatement après l’embarquement, bien qu’ils n’aient pas tiré à balles réelles. Pour le journaliste Dan Israel, du magazine français Arrêt sur images, les vidéos présentées par l'armée israélienne sont peu convaincantes.
Manuel Tapial, membre de l’ONG espagnole Cultura, déclare à la radio privée Cadena Ser que les militaires israéliens « sont arrivés en tuant. D’abord avec des Zodiac, tirant des fumigènes, des bombes assourdissantes, des bombes à fragmentations » entraînant selon lui la mort de deux ou trois militants. De son côté, après trois jours de détention et d’interrogatoire en Israël, Bulent Yildirim, le président de l’organisation humanitaire qui a affrété le bateau, confirme que des membres de la flottille se sont emparés des armes d’une dizaine de soldats israéliens. Il estime que « cela aurait été de la légitime défense y compris si nous en avions fait usage », mais indique qu'ils les ont jetées à la mer sans les utiliser.
Srdjan Stojiljkovic, caméraman serbe, témoigne d'une « scène d’apocalypse » sur les ondes de B92 : il décrit au quotidien Blic que les soldats israéliens « sont arrivés sans bruit et ont tenté de monter à bord, lançant des bombes assourdissantes alors que l’équipage braquait des projecteurs et des lances d’incendie contre eux ». Il explique que des membres d’un commando descendant en rappel un à un d’un hélicoptère sont alors arrivés sur le navire et que « la panique s’est répandue, des coups de feu ont retenti. Des personnes à bord, non armées, se sont emparés de l’un des soldats, l’ont désarmé et l’ont expulsé du pont [sic] ». Selon le caméraman, « l’une des victimes a été abattue d’un coup de feu tiré entre les yeux ». Srdjan Stojiljkovic tente de filmer la scène, mais les Israéliens « ont tout pris, à l’exception des documents d’identité » des personnes interpellées. Les journalistes sont séparés des autres passagers et les personnes venues des pays arabes se voient d'après lui réserver un « traitement bien plus dur que pour nous, venus d’Europe ou du monde occidental ».
Youssef Benderbal, responsable de la communication du Comité de bienfaisance et de secours aux Palestiniens (CBSP), a déclaré au quotidien Le Monde : « l'agression, ce n'est pas nous qui l'avons cherchée, nous avons été agressés ».
Un parlementaire égyptien, Mohamed Beltagy, qui était également à bord d'un bateau, a quant à lui affirmé avoir, avec ses collègues, capturé trois soldats israéliens et pris le contrôle de leurs armes. Ces déclarations, admettant l'emploi de la force par des membres de la flottille contre les soldats israéliens, ont suscité une grande émotion en Égypte.
Selon Michalis Grigoropoulos, membre de l’équipage de l’Elefthéri Mesogeio, les soldats israéliens « ont tiré des gaz lacrymogènes et des balles en caoutchouc. […] les commandos ont ensuite fait subir des électrochocs à certains des militants ». Les passagers français évoquent l’usage de « matraques et de Taser ». Mounia Cherif, membre du CBSP, affirme également que les soldats israéliens les « ont frappés avec des matraques, des Tasers ». Elle confirme par ailleurs que l'arraisonnement a bien eu lieu dans les eaux internationales.
Norman Paech, ancien député de Die Linke au Bundestag, a expliqué que « c’était une attaque sur une mission pacifique dans les eaux internationales. Les Israéliens peuvent vouloir défendre leur zone militaire, mais nous étions en dehors de ces limites, ce n’était donc pas un acte de légitime défense mais un crime de guerre ».
L’écrivain suédois Henning Mankell, un des passagers de la flottille, pose les questions en ces termes : « Que se passera-t-il l’an prochain lorsque nous viendrons avec une centaine de bateaux ? Tireront-ils une bombe atomique ? » Pour lui, « Israël est sur les genoux. Personne n’aurait pu s’attendre à ce que le reste du monde réagisse de cette façon. Ils sont complètement isolés ». Il réfléchit à interdire la traduction de ses livres en Israël.
Thomas Sommer, coordinateur de la Campagne civile internationale pour la protection du peuple palestinien (CCIPPP), déclare au journal Le Monde : « nous avons été attaqués par des bâtiments de guerre, nous avons eu droit aux frégates, à des navires énormes, et aussi des Zodiac remplis de commandos cagoulés, habillés en noir, et des hélicoptères de combat » ; « Ils ont sorti des Taser et ont tiré à bout portant sur les copains qui étaient les premiers devant eux. Ils sont tombés sur le coup puis ils se sont fait tabasser. » Quant aux armes que les soldats israéliens ont trouvées, couteau, barre de fer, hache, il affirme que ce genre de matériel se trouve dans « n’importe quel bateau civil ». Les propos de Thomas Sommer sont corroborés par Henning Mankell.
Lors d'un entretien à la chaîne Al-watan (Koweït) le député Dr Waleed Al-Tabtabaei, qui était à bord du Mavi Marmara, a décrit « comment les activistes ont résisté aux soldats israéliens qui attaquaient leur Flottille de la Liberté. Il a expliqué qu'après que des activistes aient pris en otage trois soldats puissamment armés les troupes israéliennes ont ouvert le feu sans discrimination tuant 16 activistes. ».
Il dit qu'« à 23:00 les troupes israéliennes entourèrent leur navire … elles abordèrent à l'aube le jour suivant. Il expliqua que les troupes israéliennes tuèrent deux activistes à bord de leur bateau avant de monter sur le vaisseau le Mavi Marmara, tirant sur l'un à partir d'un hélicoptère et sur le second depuis une embarcation. Les troupes utilisèrent ensuite des bombes fumigènes pour prendre contrôle du navire ce qui amena les activistes turcs à leur résister ».

### Après l'arraisonnement
Les passagers sont d’abord enfermés à la prison de Beer-Sheva avant d’être rapidement libérés par Israël et expulsés du pays, à l’exception de quelques blessés intransportables qui restent hospitalisés.
Selon le Jerusalem Post, un rapport au sujet des interrogations lors de l'enquête, montre que le capitaine et l'équipage du Mavi Marmara ont essayé d'empêcher des actes de violence de la part des militants d'IHH qui avaient pris le contrôle du navire. Svante Cornell, un Suédois expert en sécurité, dit : « Il n'est pas concevable que l'opération Gaza de l'IHH ait pu être réalisée en l'absence d'un aval à un haut niveau du gouvernement [turc] » et un journaliste qui était à bord parle de soutien du gouvernement turc et d'instructions pour le départ donné par le Premier ministre Erdogan.
Selon le quotidien britannique The Guardian, plusieurs passagers de la flottille pour Gaza ont constaté que leurs cartes de crédit ainsi que leurs portables, confisqués par les autorités israéliennes lors de l’arraisonnement des bateaux, avaient été utilisées en Israël.
Les marchandises sont quant à elles transférées par voie routière vers la bande de Gaza. D'abord refusées par le Hamas, qui exige la libération de tous les militants emprisonnés à la suite de l'abordage, les denrées et marchandises sont finalement acceptées après d'intenses négociations, et 70 camions arrivent dans la bande de Gaza sous supervision de l'ONU.

### Bilan
Parmi les passagers, on dénombre neuf morts et vingt-huit blessés.
Le 1er juin 2010, des représentants du Comité International de la Croix-Rouge rendent visite à tous les ressortissants de pays n’entretenant pas de relations diplomatiques avec l’État d’Israël, tant dans les hôpitaux que dans les centres de détention. Une partie de la presse israélienne s'en émeut, le Jerusalem Post sous-titrant ainsi l’article traitant de cette visite par « pendant ce temps Gilad Shalit, lui, attend toujours la visite de l’organisation internationale ».
Le Guardian révèle le 4 juin le contenu du rapport d'autopsie des autorités turques. Plusieurs corps présentent plusieurs impacts de balles tirées à bout portant (dans la tempe ou le visage) ou dans le dos et à l'arrière de la tête, :
- Cengiz Alquyz (42 ans) : quatre blessures par balles, une dans le cou, côté droit du visage, du dos, la jambe gauche ;
- Ibrahim Bilgen (60 ans) : quatre blessures par balle à la poitrine droite, le dos, la hanche droite, la tempe droite ;
- Bengie Ali Haydar (39 ans) : six blessures par balles dans la poitrine, le ventre, le bras droit, jambe droite, main gauche (deux) ;
- Furkan Dogan (19 ans) : cinq coups de feu à moins de 45 centimètres, face à l'arrière de la tête, deux jambes et l'autre sur le dos ;
- Cegdet Kiliclar (38 ans) : blessure par balle au front ;
- Cengiz Songur (47 ans) : une blessure par balle à l'avant du cou ;
- Topcuoglu Çetin (54 ans) : trois balles dans le cou, le côté gauche de la tête, du côté droit de l'estomac ;
- Yaldiz Sahri (âge inconnu) : quatre balles dans la poitrine à gauche, la jambe gauche, jambe droite (deux) ;
- Necdet Yildirim (32 ans) : deux blessures par balle à l'épaule droite, à gauche en arrière.

## Réactions internationales
Cette action est largement condamnée par la communauté internationale et place Israël dans une situation délicate dans la mesure où, effectuée dans les eaux internationales, elle est « indiscutablement contraire au droit international » pour certains, et tout à fait légale pour d'autres,.
Refusant le principe d'une mission d'enquête internationale comme le demandait une résolution adoptée par le Conseil des droits de l'homme des Nations unies, Israël met sur pied sa propre commission d'enquête dirigée par un ancien juge de la Cour suprême israélienne avec pour mission d'« enquêter sur les aspects relatifs à l’action entreprise par l’État d’Israël pour empêcher des navires d’atteindre les côtes de Gaza ».
À la suite des pressions de la communauté internationale, Israël décide le 20 juin de lever l'embargo sur les « biens à usage civil », tout en maintenant le blocus maritime afin d'empêcher l'importation de matériel de guerre. Alain Gresh signalera tout de même « dans le même temps, ne surestimons pas ce qui a été fait : le blocus se poursuit (même si le terminal de Rafah est désormais ouvert). Avant le blocus, le nombre moyen de camions se rendant chaque mois à Gaza était de 12 350, soit 400 par jour. Au mois de juillet 2008, ce nombre était tombé à un millier, avant de descendre en novembre à 23 camions. Au printemps 2010, il en passait 2 500 par mois, soit moins du quart des besoins estimés. En juillet 2010, à la suite de l’assouplissement, ce chiffre grimpait à 4 000, bien moins qu’avant le blocus. »
Le rapport Palmer est le résultat de l’enquête sur l'abordage de la flottille pour Gaza du 30 mai 2010 menée à la demande du Secrétaire général des Nations unies, Ban Ki-moon, le 2 août 2010. Le rapport qui a été publié le 2 septembre 2011 conclut que le blocus israélien de la bande de Gaza est légal mais, en référence à l'abordage, estime que « la décision d'Israël de prendre le contrôle des bateaux avec une telle force à grande distance de la zone du blocus et sans mise en garde préalable était excessive et déraisonnable ». La commission note toutefois que « [les soldats de] l'armée israélienne ont été accueillis par une résistance organisée et violente d'un groupe de passagers » durant l'arraisonnement du Mavi Marmara et que « l'usage de la force était nécessaire à des fins de légitime défense » mais également que « les pertes de vie et les blessures résultant de l'usage de la force par les forces israéliennes lors de la prise de contrôle du Mavi Marmara étai[en]t inacceptable[s] » tout en considérant que les militants à bord des six bateaux de la flottille avaient « agi de façon imprudente en essayant de forcer le blocus naval »,,,.

## Plainte auprès de la Cour pénale internationale
Le 14 mai 2013, le gouvernement des Comores, sous pavillon duquel naviguait le Mavi Marmara, défère le cas auprès de la procureure de la Cour pénale internationale et transmet un renvoi, en lui demandant d'enquêter sur les crimes relevant de sa compétence au titre des articles 12, 13 et 14 du Statut de Rome. Le procureur indique qu'il va procéder à un examen préliminaire. Le 6 novembre 2014, la procureure indique qu'elle ne poursuivra pas Israël, même s'il est raisonnable de penser que des crimes de guerre ont été commis, car ces crimes ne sont pas « suffisamment graves pour que la Cour y donne suite », la CPI devant « avant tout se concentrer sur les crimes de guerre commis à grande échelle ou dans la poursuite d'un plan ou d'une politique ». Le 29 janvier 2015, les Comores, appuyées par le représentant des victimes, font appel de la décision. Le 16 juillet, la Chambre préliminaire de la CPI demande à la procureure de revoir sa décision, et parle d'erreurs fait dans l'appréciation du dossier ; cette demande provoque la colère d'Israël. Le 28 juillet, la procureure rejette les recommandations des juges, et fait appel en interne de leur décision. La décision est donc suspendue à la décision de la chambre d'appel. Le 16 septembre 2020, les juges de la CPI déclarent dans un communiqué rejeter la demande des Comores. 
En 2016, Israël a versé 20 millions de US dollars (env. 18 000 000 d'euros) à la Turquie à titre d'indemnités pour l'arraisonnement du Mavi Marmara et la mort de 10 militants turcs. Israël aurait aussi présenté des excuses à la Turquie et se serait engagé à alléger le blocus de Gaza. En contrepartie, la Turquie abandonne les poursuites contre des ex-chefs militaires israéliens et normalise ses relations diplomatiques avec Israël.